# Oitava maravilha do mundo
Oitava maravilha do mundo é uma hipérbole comumente utilizada na cultura ocidental para descrever a qualidade de pessoas, organizações, construções ou ideias comparando-as às sete maravilhas do mundo, uma lista de proeminentes construções humanas de Antiguidade Clássica que os antigos gregos puderam admirar. Na lista original não se incluía nenhuma maravilha natural nem qualquer ruína, por muito majestosas que fossem. Talvez por isso se tenha falado sobre a oitava maravilha do mundo associando-a à Torre de Babel ou ao zigurate da Babilónia, mas este edifício estava em ruínas quando os soldados de Alexandre, o Grande lá chegaram, e a lista das sete maravilhas foi composta muitos anos depois. A possibilidade de uma maravilha mais tem contribuído para que a expressão "oitava maravilha do mundo" descreva uma obra humana excecional muito à frente do seu tempo ou extraordinariamente significativa.
Com o mesmo fim foram recentemente desenvolvidas várias listas para concursos populares de eleição das sete maravilhas do mundo moderno e das novas sete maravilhas do mundo moderno, em busca de novas maravilhas, quase todas já tidas por alguém como oitava maravilha. Em contraponto, há listas mais sérias e extensas de locais naturais ou obras humanas que justificam a condição de maravilhas, como as listas elaboradas pela UNESCO de locais classificados como Património da Humanidade.
Note-se que as sete maravilhas do mundo, originalmente estabelecidas por Heródoto (ou Filão de Bizâncio, segundo os especialistas) eram edifícios que foram escolhidos não só porque a sua construção foi um feito notável do seu tempo, ou pela estética e harmonia que mostravam, mas também pelo facto de que influenciaram profundamente o inconsciente coletivo através dos séculos. Assim é inútil tentar estabelecer uma nova classificação (como mencionado acima) ou adicionar uma oitava entrada às já existentes, uma vez que numerosos edifícios notáveis podem ser considerados "maravilhas do mundo". Para mostrar esta futilidade, veja-se o exemplo da Grande Muralha da China, uma construção contemporânea do Farol de Alexandria e do Colosso de Rodes, cuja ausência no grupo original se deve por certo ao desconhecimento da sua existência por parte dos historiadores antigos, que compilaram a lista: Alexandre Magno apenas atingiu o rio Indo, a meio caminho entre o seu ponto de partida e a Grande Muralha.
As grandes construções de todas as idades têm merecido por vezes esta atribuição, quer sejam edifícios civis como o Mosteiro de El Escorial, o Palácio de Versalhes ou o Palácio Real de Amesterdão, quer sejam edifícios religiosos como a Abadia do Monte Saint-Michel, a Basílica de Santa Sofia ou a Basílica de São Pedro, ou feitos técnicos notáveis como a Ponte do Gard, a Ponte do Forth, a Ponte de Quebec ou a Ponte de Brooklyn, o Canal do Panamá, a Barragem de Assuão, a Barragem das Três Gargantas, os mais altos edifícios no mundo como o Empire State Building, o Burj Khalifa, ou a Estação Espacial Internacional - além de que quase todos os países do mundo têm no seu território o que consideram ser a oitava maravilha do mundo. Também já foi concedido este epíteto a alguns objetos, como o Codex Gigas, o maior manuscrito medieval conhecido.
A expressão é necessariamente subjetiva e um pouco chauvinista, refletindo não só o tempo e as culturas do mundo, mas também a das próprias pessoas que a usam, passando para a posteridade as declarações feitas a este respeito por todos os tipos de personalidades: reis, políticos, artistas, escritores e, hoje em dia, celebridades de vária índole. Atualmente, o termo tornou-se uma reclamação ou slogan amplamente utilizado em todos os tipos de campanhas publicitárias e de turismo.

## Oitavas maravilhas do mundo

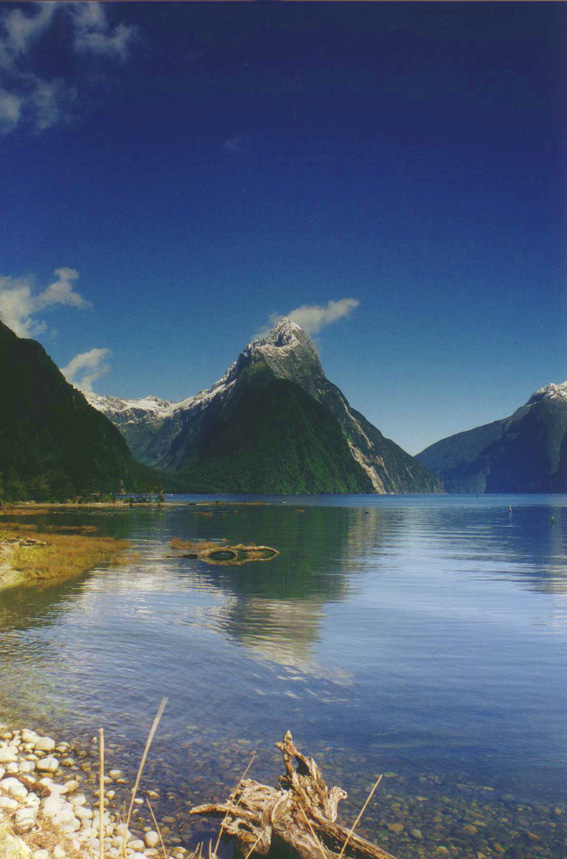
Pico Mitre, em Milford Sound, Nova Zelândia

### Lugares naturais
- Milford Sound, Nova Zelândia; assim chamado por Rudyard Kipling;[1]
- Natural Bridge, na Virgínia, assim chamada por William Jennings Bryan;[2]
- Pink and White Terraces perto de Rotorua, Nova Zelândia, destruídos pela erupção vulcânica do monte Tarawera em 1886, e redescobertos sob 60 metros de água em 2011;
- Calçada dos Gigantes na Irlanda do Norte, Reino Unido;[3]
- Cascadas Burney na Califórnia; assim chamadas por Theodore Roosevelt;[4]
- Parque Nacional Gros Morne na Terra Nova, Canadá;[5]
- A grande migração de gnus em Masai Mara, Quénia.[6]

### Construções anteriores a 1900

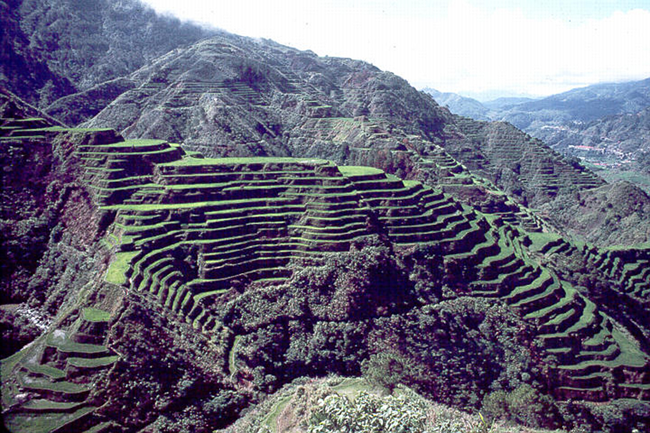
Os arrozais em socalcos em Ifugao, Filipinas

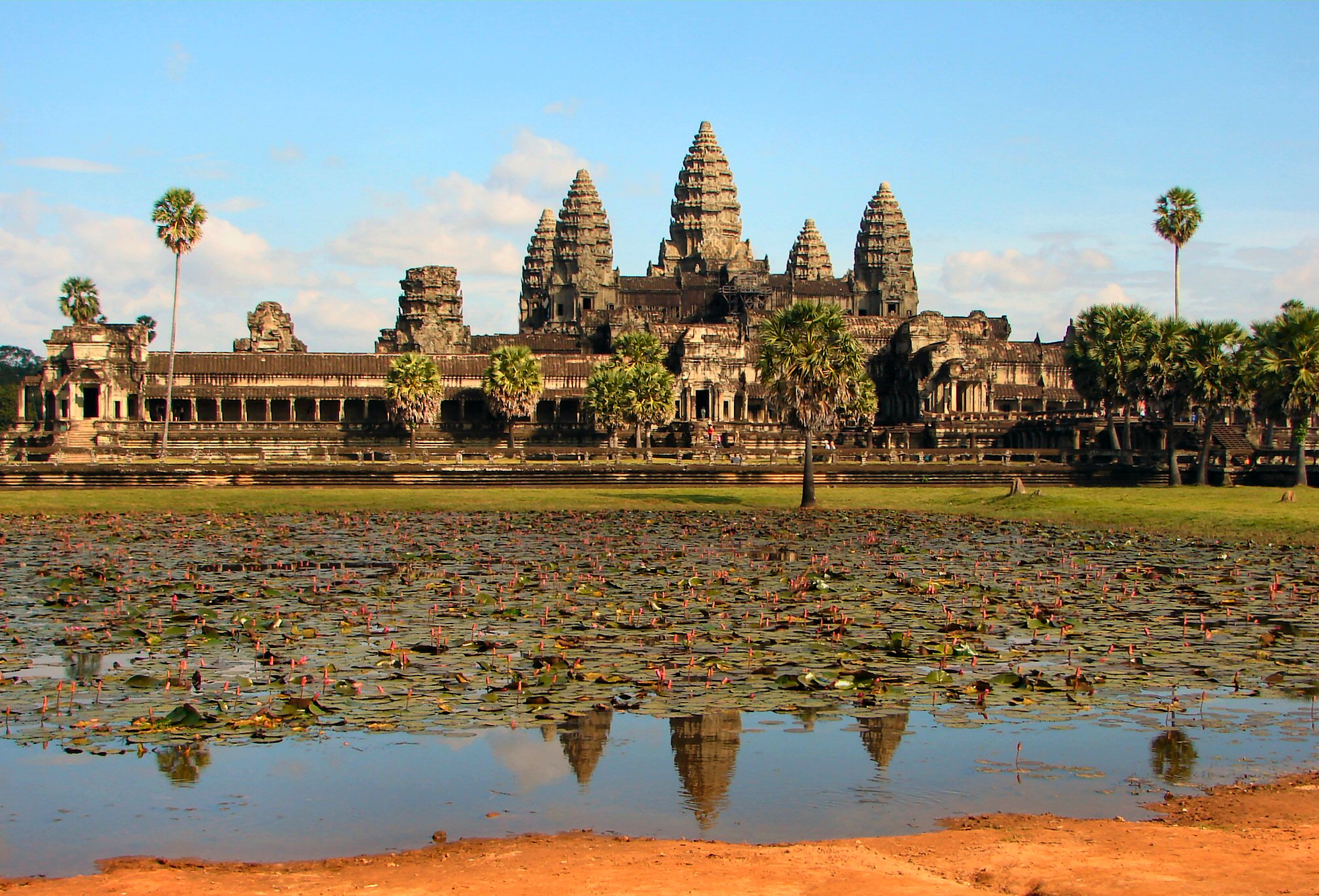
Angkor Wat em Angkor, Camboja

- Ponte Kinzua perto de Kane (Pensilvânia) (1882) que tinha o recorde de ponte ferroviária mais alta do mundo à época em que se construiu;
- Grande Muralha da China, China;[7]
- Taj Mahal, em Agra, Índia;[8][9]
- Stonehenge, Reino Unido;[10]
- Machu Picchu, Peru;[11]
- Arrozais em terraços das Cordilheiras das Filipinas, nas Filipinas;[12][13][14][15][16]
- Câmara de Âmbar no Palácio de Catarina perto de São Petersburgo, Rússia;[17]
- Ponte de Brooklyn, Nova Iorque, Estados Unidos;
- Mosteiro de El Escorial, Espanha, já assim designado desde o século XVI;[18]
- Igrejas monolíticas em Lalibela, Etiópia;[19] (Igreja de São Jorge, Lalibela);
- O obelisco de Axum, em Axum, Etiópia;[20]
- Sigiriya, Sri Lanka;[21][22][23]
- Palácio Real de Amesterdão, Países Baixos;[24]
- Estátua da Liberdade,[25] porto de Nova Iorque, Estados Unidos;
- Angkor Wat, Camboja;[26]
- Estátuas moai da Ilha da Páscoa, Chile.[27]

### Construções posteriores a 1900
- Astrodome, em Houston;[28]

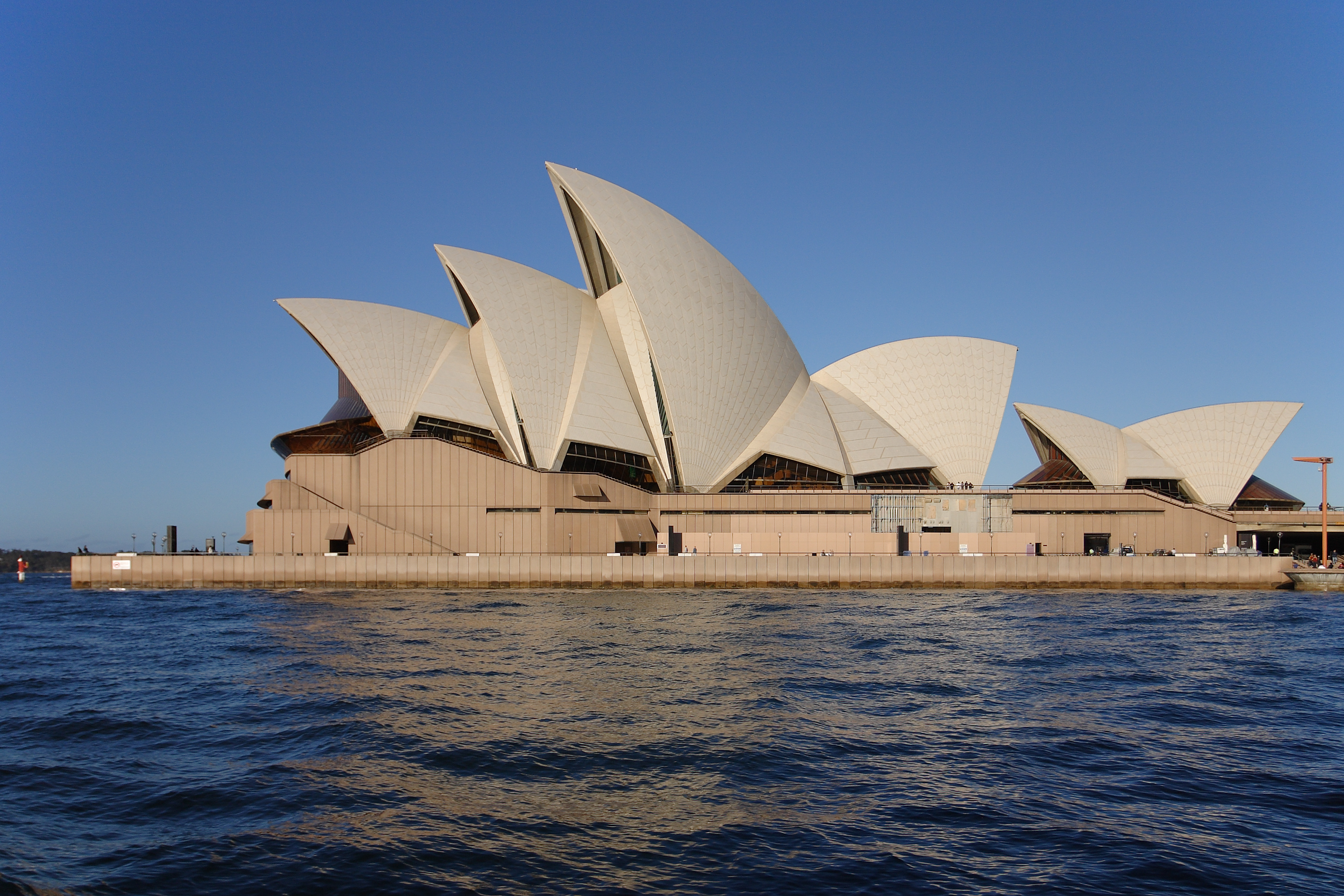
Ópera de Sydney, Sydney, Austrália

- Empire State Building, Nova Iorque;[29][30]
- Palm Islands do Dubai;[31]
- Canal do Panamá;[32]
- Ópera de Sydney em Sydney, Austrália[33]: a história da sua construção foi narrada na ópera The Eighth Wonder;
- Barreira do Tamisa, Londres, Inglaterra;[34]
- Terraços Bahá'í, no Santuário do Báb, monte Carmelo, Haifa, Israel;[35]
- Barragem das Três Gargantas em Hubei, República Popular da China;[36]
- West Baden Springs Hotel;[37]
- Pikeville Cut-Through em Pikeville (Kentucky); chamado assim pelo The New York Times;[38][39]
- Estação Espacial Internacional em órbita à volta da Terra; assim designada por norte-americanos e russos;[39][40]
- Estrada de Forra di Tremosine, na costa do lago Garda, Itália; chamada assim por Winston Churchill;[41]
- Grande Rio Artificial, na Líbia; chamado assim por Muammar Gaddafi.[42]

### Outros candidatos de diversos países
- Afeganistão: os Budas de Bāmiyān, destruídos em 2001 pelos talibans;
- Argélia: Timgad;
- Austrália: Grande Barreira de Coral (natural);
- Canadá: Ponte de Quebec, no Quebec;
- China: Mausoléu do imperador Qin;
- Líbano: Gruta de Jeita (natural);
- Dinamarca: A Pequena Sereia (estátua de Edvard Eriksen (1913) em Copenhaga);
- Egito: Abul-Simbel;
- Espanha: Alhambra de Granada;
- Emirados Árabes Unidos: Burj Khalifa, The World, Dubai Waterfront, Burj Al Arab;
- Estados Unidos: Grand Canyon (natural);
- França: ponte do Gard, Arena de Nîmes, Abadia do Monte Saint-Michel, Palácio de Versailles, Château de Chambord, Palácio do Louvre, Torre Eiffel;
- Reino Unido: Stonehenge, ponte do Forth;
- Haiti: Citadelle Laferrière;
- Irão: Persépolis;
- Jordânia: Petra
- Madagáscar: Parque Nacional Tsingy de Bemaraha (natural);
- México: pirâmide de Chichén Itzá e capela da Virgem do Rosário;[43]
- Turquia: antiga Basílica de Santa Sofia em Istambul;

## Em sentido figurado
Figuradamente, qualquer objeto, pessoa, lugar, ideia ou obra que suscita uma grande admiração pode ser qualificado como oitava maravilha do mundo São exemplos:
- King Kong, no filme epónimo King Kong, apresentado como "King Kong, a oitava maravilha do mundo".
- Na disciplina de catch, André The Giant[44] e o Big Show receberam este epíteto.
- Airbus apresentou em 2004 uma campanha publicitária televisiva anglófona comparando o A380 com a oitava maravilha do mundo.
- A «Huitième merveille du monde» é também uma receita de cocktail do Canadá.
- O "pêssego gigante" do filme "James e o Pêssego Gigante" (1997).
- Na série animada 3D de Donkey Kong, a noz de coco em cristal também recebe esta designação.
- Alguns animais misteriosos e míticos, como o monstro de Loch Ness.